# 独孤楷
独孤 楷（獨孤楷、どっこ かい、生没年不詳）は、中国の北周から隋にかけての軍人・政治家。本姓は李氏。字は修則。

## 経歴
独孤楷の父の李屯（独孤屯）は、北魏の孝文帝の漢化政策で漢化した鮮卑の末裔である。
その李屯は、東魏の実力者高歓に従って沙苑で西魏軍と戦ったが、敗れて独孤信（匈奴屠各種独孤部出身）に捕らえられた。後に独孤信の家に仕えて信任されて、独孤氏の姓を与えられた。
独孤楷は宇文護に仕えて戦功を重ね、車騎将軍となり、広阿県公に封ぜられ、右侍下大夫の位を受けた。北周の末年、韋孝寛に従って淮南の平定にあたった。580年、楊堅が丞相となると、独孤楷は開府儀同三司の位を受け、楊堅の親衛の兵を監督した。
581年、隋が建国されると、独孤楷は右監門将軍となり、汝陽郡公に封ぜられた。数年後、右衛将軍に転じた。仁寿初年、原州総管として出向した。ときに蜀王楊秀が益州に駐屯しており、文帝（楊堅）が楊秀を召還したが、楊秀は出発しようとしなかった。朝廷は楊秀が乱を起こすのを恐れて、独孤楷を益州総管に任じて、楊秀と代えさせようとした。楊秀は謀反の意志を持っていたが、独孤楷が長らく諫めさとしたので、長安への帰路についた。独孤楷は楊秀が気を変えるのを察して、兵を固めて備えていた。楊秀は益州を去ること40里あまり興楽にいたって、反転して独孤楷に襲いかかろうと、側近たちに占わせたが、独孤楷に隙がないのを知って取りやめた。独孤楷は益州で善政を布いて知られ、蜀中の父老は唐代まで語り継いだ。
604年、煬帝が即位すると、独孤楷は并州総管に転じた。病のため失明し、隠退を願い出た。煬帝は独孤楷の長子の独孤凌雲を監省郡事として派遣して補佐させ、先朝の旧臣を重んじる姿勢を示した。数年後、長平郡太守に転じたが、事務をみることなく死去した。諡を恭といった。
子に独孤凌雲・独孤平雲・独孤滕雲・独孤卿雲・独孤彦雲があった。
独孤楷の弟の独孤盛は誠節で知られた。

## 伝記資料
- 『隋書』巻五十五 列伝第二十
- 『北史』巻七十三 列伝第六十一